# Алан Келлі (старший)
Алан Келлі (англ. Alan James Alexander Kelly, нар. 5 липня 1936, Брей — пом. 20 травня 2009, Меріленд) — ірландський футболіст, що грав на позиції воротаря. По завершенні ігрової кар'єри — тренер.
Виступав, зокрема, за «Престон Норт-Енд», у складі якого став одним з найкращих воротарів у історії клубу, а також національну збірну Ірландії.

## Клубна кар'єра
У дорослому футболі дебютував виступами за команду «Брей Вондерерз», після чого протягом 1956—1958 років захищав кольори клубу «Драмкондра», з якою у 1957 року став володарем Кубка Ірландії, а наступного року виграв національний чемпіонат.
1960 року перейшов до англійського клубу «Престон Норт-Енд» і 28 січня 1961 року дебютував за неї у матчі Кубка Англії проти «Свонсі Сіті». З сезону 1961/62 став основним воротарем клубу і загалом за 14 сезонів зіграв за команду 513 матчів, включаючи фінальний матч Кубку Англії 1964 року, в якому «Престон» програв «Вест Гем Юнайтед» (2:3). У матчах чемпіонату він зіграв 447 ігор за «Престон», в яких у 126 матчах залишав ворота «сухими», що є рекордом у клубі.
Келлі був названий найкращим гравцем року «Престона» в сезоні 1967/68 та отримав медаль чемпіонату Третього дивізіону в сезоні 1970/71. Травма плеча змусила воротаря завершити професійну кар'єру в 1973 році — його остання гра відбулась проти «Бристоль Сіті» 15 вересня 1973 року, а 19 листопада 1974 року він провів прощальний матч проти «Сток Сіті», який «гончарі» виграли 2:1.

## Виступи за збірну
1956 року дебютував в офіційних матчах у складі національної збірної Ірландії. Протягом кар'єри у національній команді, яка тривала 18 років, провів у формі головної команди країни 47 матчів.

## Кар'єра тренера
Після завершення ігрової кар'єри Келлі залишився у клубі «Престон Норт-Енд», де працював у тренерському штабі, а в 1977 році він став помічником нового менеджера Ноббі Стайлса.
У 1980 році очолював збірну Ірландії у одному матчі проти Швейцарії.
У 1983 році він був призначений менеджером «Престон Норт-Енда», втім після невдалих результатів протягом Різдвяного періоду він пішов у відставку у лютому 1985 року.
Згодом Келлі протягом більш ніж п'яти років був тренером воротарів у клубі «Ді Сі Юнайтед» з МЛС.
Провів останні роки свого життя в штаті Меріленд, США, де і помер 20 травня 2009 року після багаторічної боротьби з раком товстої кишки.

## Особисте життя
Його син Алан Келлі-молодший пішов по стопах батька і в сезоні 1985/86 дебютував у воротах «Престон Норт-Енд». Молодший Келлі пізніше також виступав і за національну збірну, провівши 34 гри і був учасником двох чемпіонатів світу. Старший син, Девід Келлі, який народився у 1962 році, виступав на любительському рівні, а ще один син, Гері Келлі, також був воротарем, втім за збірну не грав.

## Титули і досягнення
- Чемпіон Ірландії (1):

«Драмкондра»: 1957/58
- Володар Кубка Ірландії (1):

«Драмкондра»: 1957